# Schupbach
Schupbach is een plaats in de Duitse gemeente Beselich, deelstaat Hessen, en telt 1075 inwoners (2005).